# 佐野敏一
佐野 敏一 (さの としかず、1940年11月10日 - 2000年10月11日）は、サッカー国際審判員。

## 来歴
茨城県日立市出身。日立市役所サッカー部に在籍しながら1974年の茨城国体に向け1級審判員を取得（1級登録は1983年12月 と名鑑には記されている）。日本サッカーリーグ (JSL) では1977年シーズンから1989/90年シーズンにかけて 最多となる85試合出場を記録したほか天皇杯や高校選手権決勝の主審を担当した。
国際審判員としては1984年8月3日に行われたロサンゼルスオリンピック男子サッカーグループB・イラク対ユーゴスラビア戦の主審を務めた ほか、1982年・1986年・1990年 のFIFAワールドカップ・アジア予選、および1981年・1987年 のFIFAワールドユース選手権大会の主審を務めた。
1991年にFIFA審判特別功労賞を受賞している。2000年10月11日、肺炎のため死去。